# Гнильче (Тернопільський район)

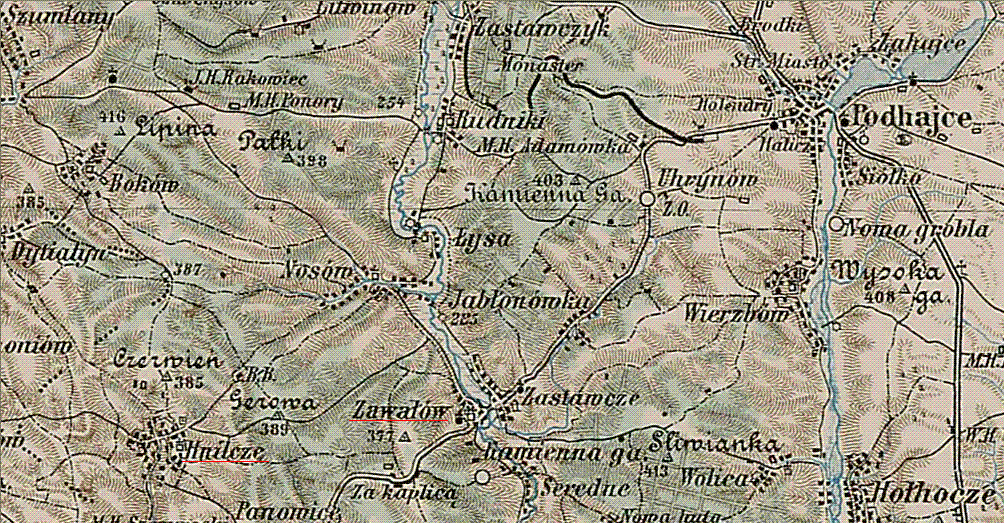
Гнильче, Завалів та Підгайці

Гни́льче — село в Україні, у Підгаєцькій міській громаді, Тернопільського району Тернопільської області. Розташоване у південній  частині району поблизу межі з Івано-Франківською областю. До 1990 року належало до Бережанського району.
Поштове відділення — Гнильченське. Адміністративний центр колишньої Гнильченської сільради, якій були підпорядковані села Пановичі та Червень. 
Населення — 593 особи (2001).

## Назва
Назва походить, ймовірно, від болотистої (гнилої) місцевості, на якій колись було розміщене село. Згодом Гнильче пересунулося на родючіші і не болотисті землі. На території Гнильча і села Червень знаходиться урочище В'їзда, які, за легендою були в'їздом до Галицько-Волинського князівства.

## Історія
Перша писемна згадка — 1395. Згадується в записах галицького суду 4 березня 1437 року.
У 1438 році Гнильче перебувало у власності Івана Завиші, старшого внука Іваниша Унгаруса (Іван Угрин), шляхтича гербу і роду Сас.
У податковому реєстрі 1515 року в селі документується 1/2 лану (близько 12 га) оброблюваної землі.
Діяли українські товариства «Просвіта», «Луг», «Рідна школа».
У червні 1915 року в селі побував престолонаслідник ерцгерцог Карл Габсбург на перегляді сотні УСС під командою Романа Дудинського.
В ніч з 18 на 19 серпня 1944 року на релігійне свято СПАС на мирне населення села, більшість з яких були українців - напала банда-угрупування "ястребки" з території с. Пановичі де більшість населення були поляки за національністю і лишень дві, три хати українці. Дане угрупування було створено і підтримане членами НКВД в м. Підгайці. Також до цього угрупування ввішли військові Армії Крайової, радянські підпільники та члени НКВД. Приводом стала подія - зникнення та вбивство зв'язкового ОУН-УПА. Причинами цієї різні та різні в с. Пановичі: план НКВД по витісненню поляків, які проживали в Підгаєччини до Польщі; меркантильність членів угрупування "ястребків". Підгаєцьке НКВД дало 2 (дві) години "ястребками" для вчинення даного злочину. Після двох годин, з'явилося керівництво "визволителів" у с. Гнильче зафіксувати факт "злочину" військовими ОУН-УПА без слідства. Загинуло 22 українці, помешкання багатьох були пограбовані і спалені. У даному злочині НКВД поширило диверсійну версію - помста ОУН-УПА, а саме сотню "Бистрого" і сотню "Орла" у співпраці мешканців села з НКВД та вбивства ними зв'язкового ОУН-УПА.
Село почали заселяти знову в середині 1945 р.
У 1989 році була облаштована "Криниця пам'яті" в пам'ять до 45-річчя загиблих українців.
12 червня 2020 року, відповідно до розпорядження Кабінету Міністрів України № 724-р «Про визначення адміністративних центрів та затвердження територій територіальних громад Тернопільської області» увійшло до складу Підгаєцької міської громади.
19 липня 2020 року, в результаті адміністративно-територіальної реформи та ліквідації Підгаєцького району, село увійшло до складу Тернопільського району.

## Населення

### Мова
Розподіл населення за рідною мовою за даними перепису 2001 року:
| Мова       | Кількість | Відсоток |
| ---------- | --------- | -------- |
| українська | 593       | 100%     |

## Пам'ятки
Є церква святого архістратига Михаїла (1950; мурована).

## Пам'ятники
Споруджено пам'ятники:
- полеглим у німецько-радянській війні воїнам-односельцям (1967)
- Борцям за волю України (1996)
- Почато будування пам'ятника до дня 65-річчя спалення села поляками (2009).

## Соціальна сфера
Діють загальноосвітня школа I-II ступенів, клуб, бібліотека, ФАП, відділення зв'язку.

## Відомі люди

### Народилися
- Григорович Іван (1876—1937) — актор, співак;
- Сроковський Станіслав[8]- польський письменник, громадський діяч
- Микола Плекан, соліст Національної капели бандуристів України  ім. П.Майбороди. Разом з колективом капели і Київського академічного театру українського фольклору «Берегиня» гастролював з концертами в країнах Європи, гордо виконуючи твори українського кобзарського мистецтва на торбані, єдиному в Україні інструменті.

## Галерея

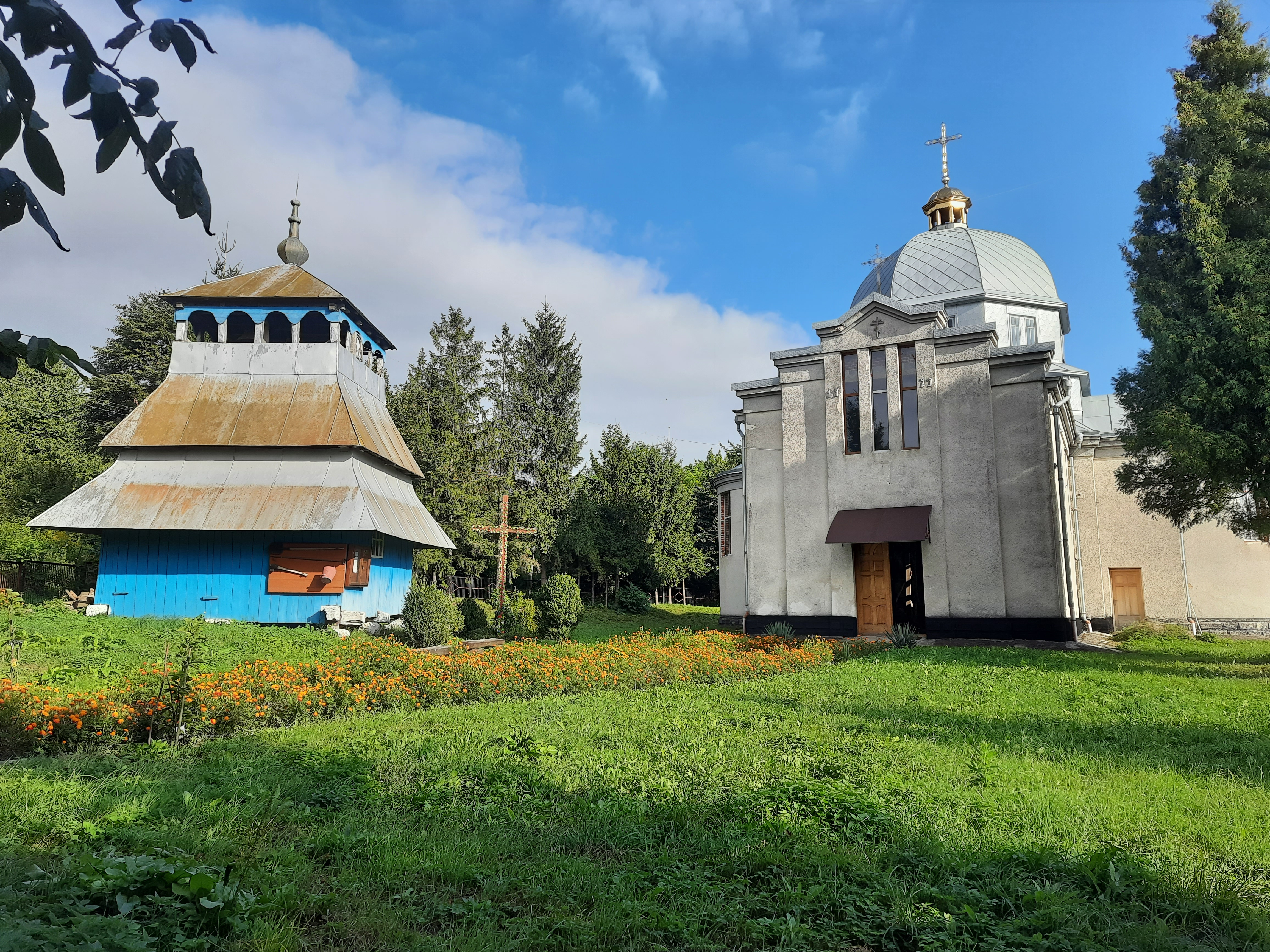
Церква Святого Архістратига Михаїла
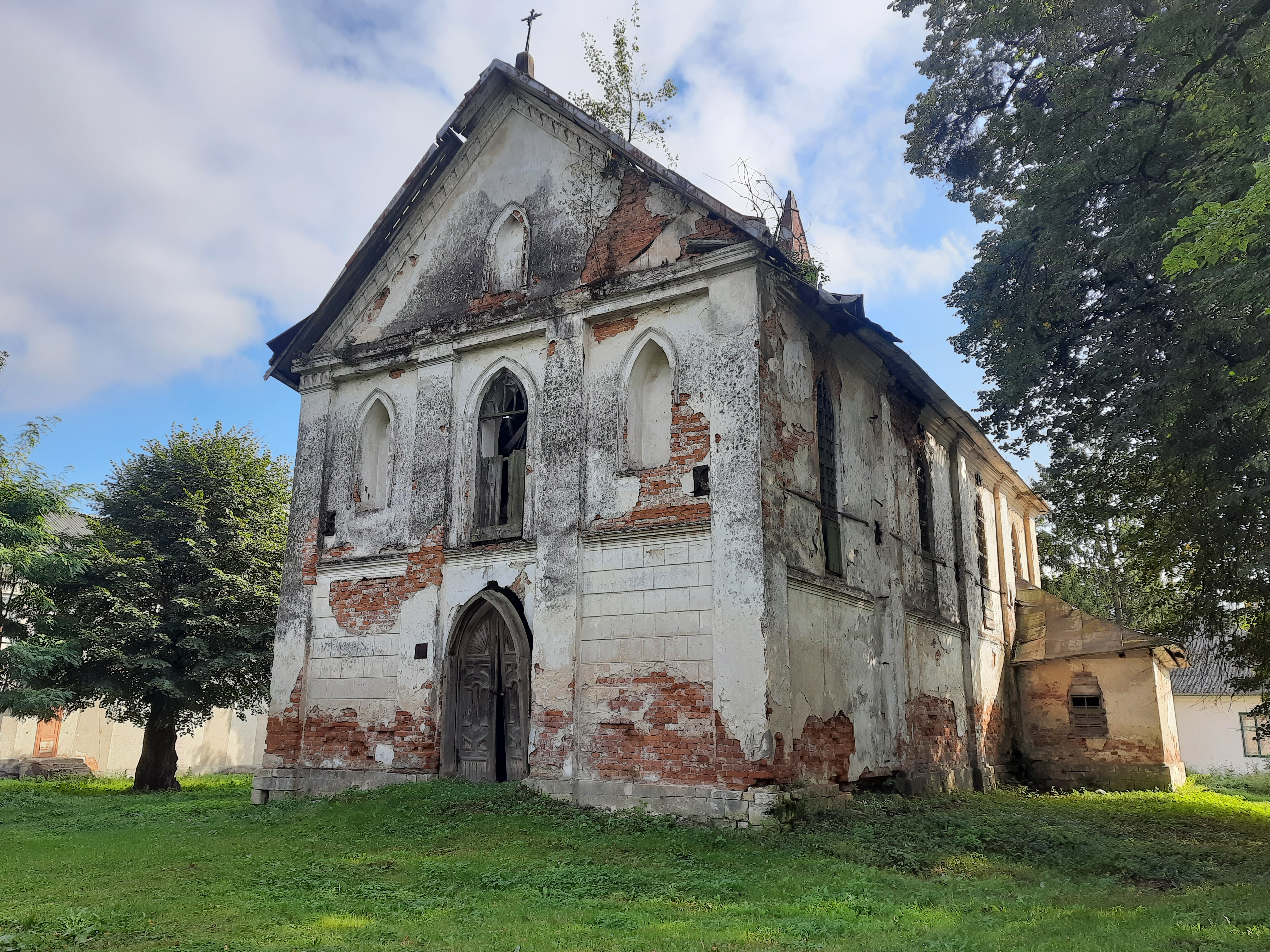
Костел 19ст.
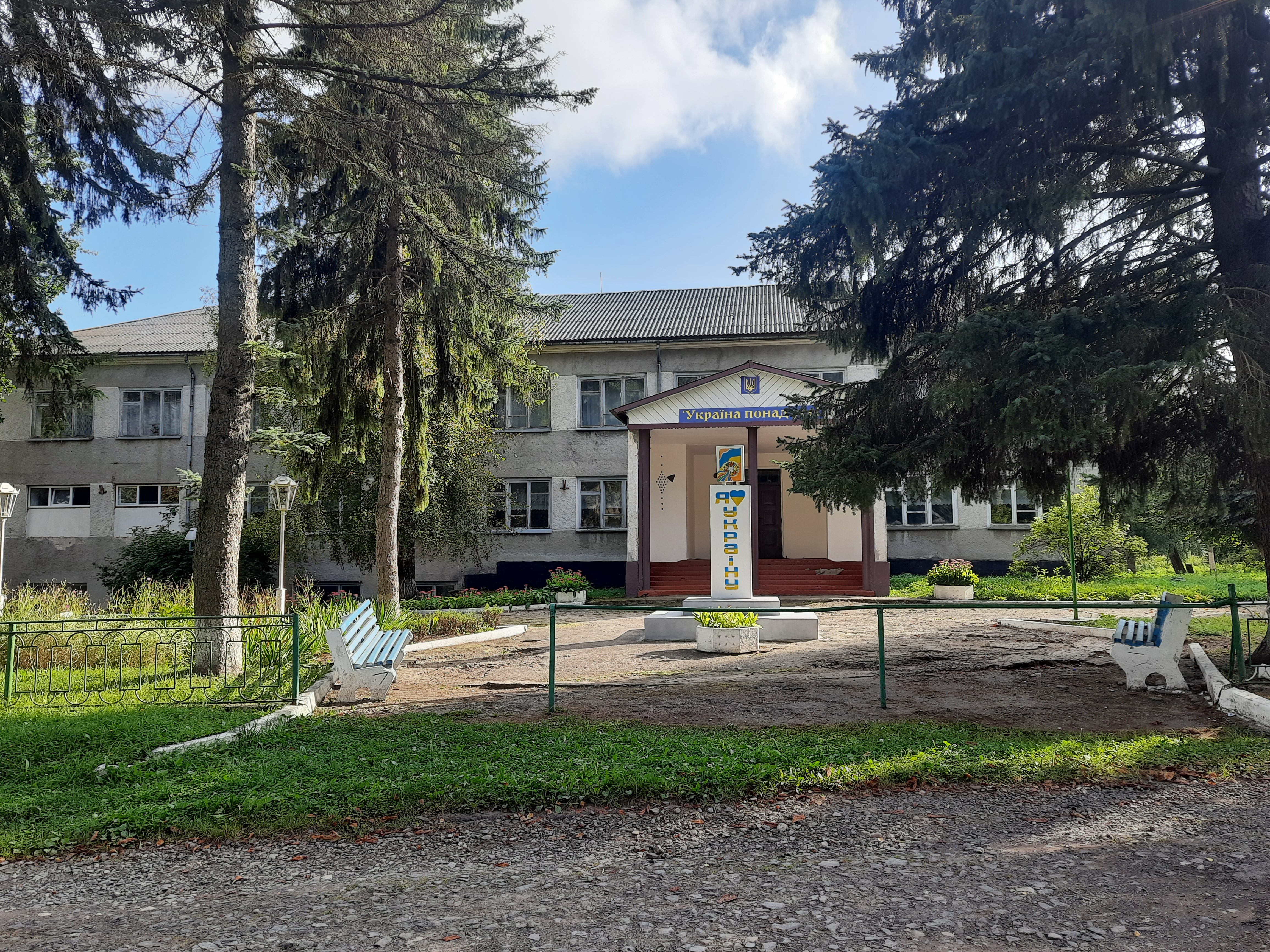
Школа
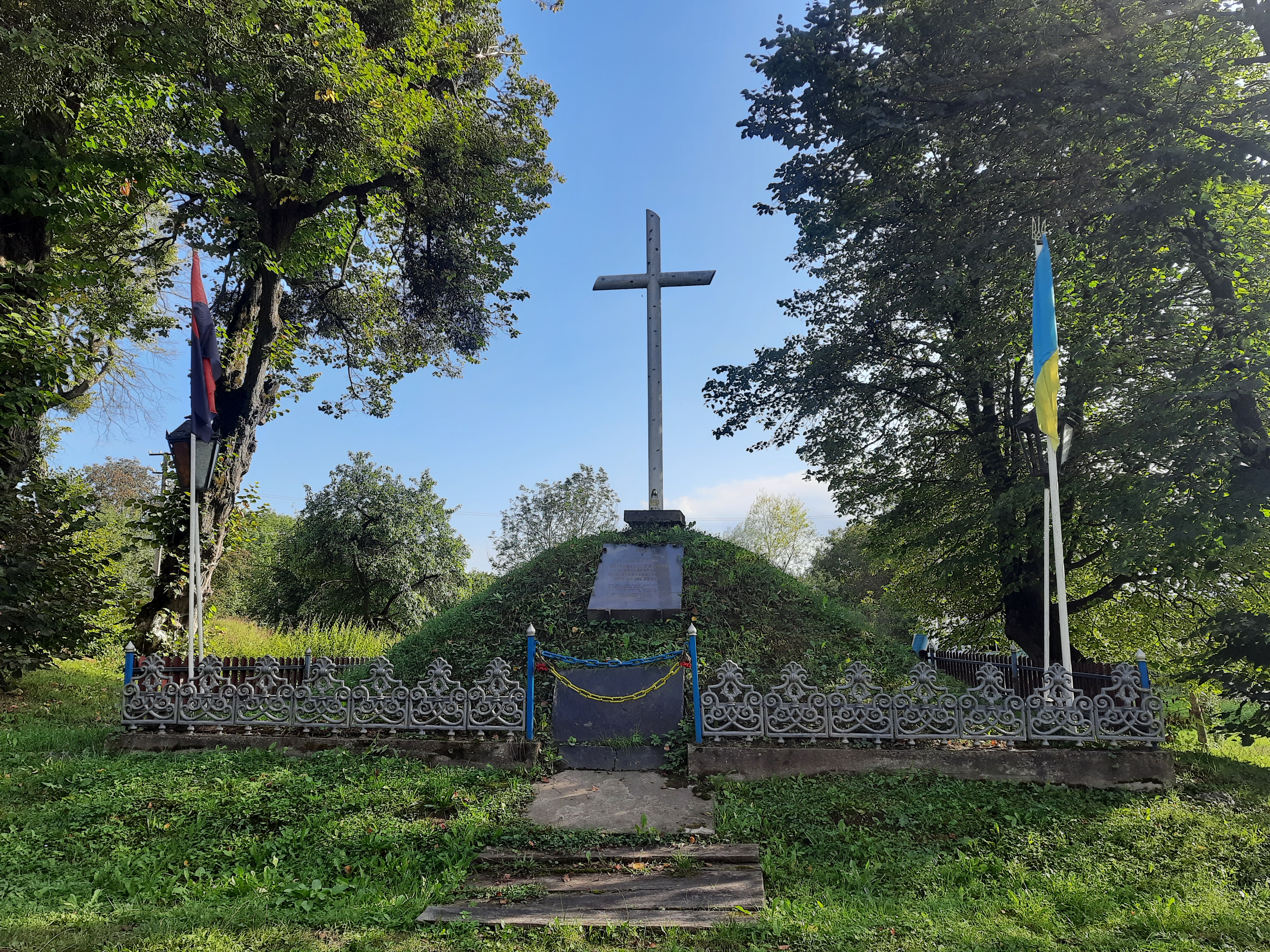
Символічна могила Борцям за волю України.
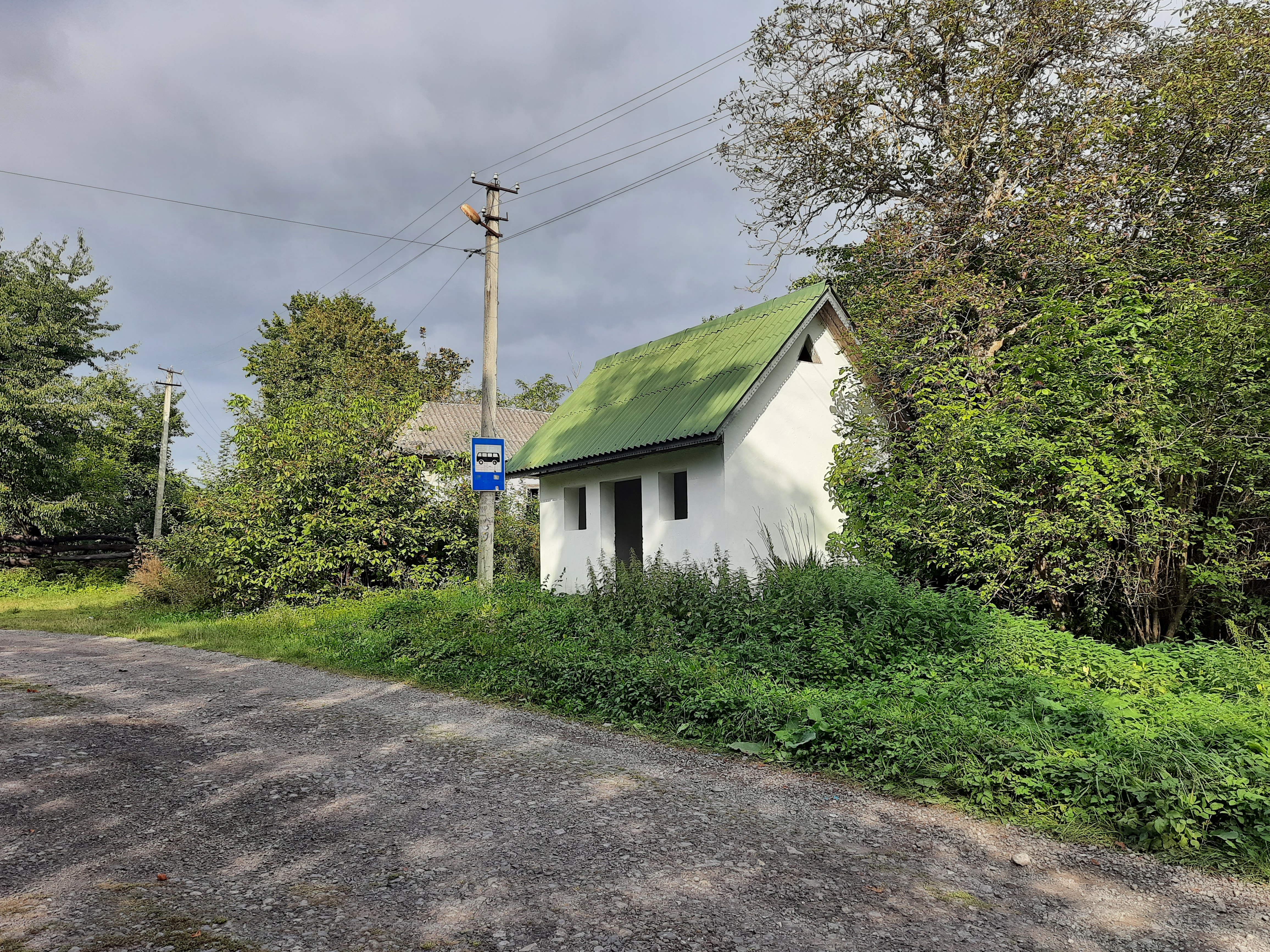
Автобусна зупинка

## Виноски
1. ↑  Австругорські мапи 1:200 з року 1910. Архів оригіналу за 3 січня 2010. Процитовано 12 листопада 2009.
2. ↑  Akta grodzkie i ziemskie [Архівовано 8 грудня 2015 у Wayback Machine.]… — T. XII. — S. 20. — № 165.
3. ↑  Підгаєцька земля. Історично-мемуарний збірник / Гол.ред. проф. Тарас Гунчак. — Головний комітет підгаєчан, Дітройт, ЗСА 1980 року. — Друкарня «Київ», Торонто, Канада. — С. 482
4. ↑  Zródla dziejowe. Tom XVIII. Polska XVI wieku pod względem geograficzno-statystycznym. Cz. I. Ziemie ruskie. Ruś Czerwona. — Warszawa : Sklad główny u Gerberta I Wolfa, 1902. — S. 170.
5. ↑  Кабінет Міністрів України - Про визначення адміністративних центрів та затвердження територій територіальних громад Тернопільської області. www.kmu.gov.ua (ua) . Архів оригіналу за 23 січня 2022. Процитовано 22 жовтня 2021.
6. ↑  Постанова Верховної Ради України від 17 липня 2020 року № 807-IX «Про утворення та ліквідацію районів»
7. ↑  Рідні мови в об'єднаних територіальних громадах України — Український центр суспільних даних
8. ↑  Adamski A. Stanisław Srokowski [Архівовано 27 грудня 2017 у Wayback Machine.] // Encyklopedia Solidarności. (пол.)